# 水谷久和
水谷 久和（みずたに ひさかず、1951年8月12日 - ）は、日本の実業家。前三菱航空機株式会社取締役会長。

## 人物・経歴
三重県出身。三重県立四日市高等学校を経て、1975年名古屋大学経済学部卒業、三菱重工業入社。三菱重工業名古屋航空宇宙システム製作所に配属される。同所や三菱重工業名古屋誘導推進システム製作所など、三菱重工業での42年のうち、32年間を名古屋市で勤務し、2006年には名古屋誘導推進システム製作所副所長に就任。
2007年から本社に移り、内部監査室長に就任。2010年執行役員航空宇宙事業本部副事業本部長に昇格。2011年取締役執行役員経営監査部長。2013年取締役常務執行役員（経営監査、総務、法務および人事担当）。2014年取締役常務執行役員防衛・宇宙ドメイン長。2017年から三菱航空機代表取締役社長を務め、2020年の初号機納入を目標に掲げ、Mitsubishi SpaceJetの設計見直しなどを進めた。2020年三菱航空機取締役会長。翌2021年3月31日付け退任。